# Laurabuc
Laurabuc település Franciaországban, Aude megyében. Lakosainak száma 411 fő (2022. január 1.). Laurabuc Laurac, Mireval-Lauragais, Pexiora, Saint-Martin-Lalande és Villasavary községekkel határos.

## Népesség
A település népességének változása:
| Lakosok száma | 288  | 308  | 405  | 403  | 407  | 412  | 415  | 402  | 390  | 411  |
|               | 1990 | 1999 | 2011 | 2013 | 2015 | 2017 | 2018 | 2019 | 2021 | 2022 |